# 財満忠久
財満 忠久（ざいま ただひさ）は、戦国時代の武将。毛利氏の家臣。財満氏の当主である財満隆久の嫡子。口羽通良の娘である妻との間に就久と忠貞を儲ける。越前守。幼名は赤法師丸。通称は新右衛門。

## 生涯
父・財満隆久は大内義隆の家臣として仕えていたが、天文20年9月に起きた陶晴賢による謀反により大内義隆が自刃すると、陶軍に対抗し安芸槌山城において籠城した。陶晴賢の命に応じた毛利氏に攻撃された槌山城は落城し、隆久は討死した。
赤法師丸(のちの忠久)は家人の津室与三右衛門によって救い出され、その後成長した赤法師丸は新右衛門忠久と名乗り、毛利元就に召しかかえられ、周防国厚東郡四ケ小野1,600石を与えられた。永禄9年(1566年)4月21日には毛利輝元より「越前守」の受領名を賜わった。
永禄11年(1568年)1月、城主・立花鑑載が大友氏に叛旗を翻したことに乗じて、毛利元就は立花鑑載に援軍を送り込んだ。しかし同年4月、大友方は立花城を奪還すべく攻撃を開始、3ヶ月間の攻城戦の末、立花城は陥落し立花鑑載は自害した。
翌永禄12年(1569年)4月、吉川元春、小早川隆景率いる毛利軍は立花城を再び陥落させ奪還した。5月、大友軍は再奪還を目指し立花山城に迫り、多々良川付近で毛利、大友両軍の間で激戦が繰り広げられた(多々良浜の戦い)。
5月18日には大友方の戸次鑑連勢が小早川隆景勢を破り、毛利方は立花山城に撤退を余儀なくされる。この戦いの中、永禄12年5月19日、財満忠久は立花城において討死した(立花城の戦い)。